# Districte de Kurdamir
Kurdamir (àzeri: Kürdəmir rayonu), és un districte de l'Azerbaidjan amb el centre administratiu a la ciutat de Kurdamir.

## Toponímia
El nom Kurdamir provindria de les paraules kur i damir. En el dialecte del Xirvan, la paraula kur s'utilitza en el sentit de rabiós, brau, valent, i la paraula Damir es el nom del líder dels set assentaments ubicats en aquesta regió. Segons una altra versió, l'origen del nom Kurdamir s'assumeix de les paraules «kur daimir», és a dir, el que no pateix desastres a les inundacions del riu Kura. Posteriorment, es va assimilar la lletra «i» i el nom del territori es va transformar en l'actual Kurdamir.

## Geografia

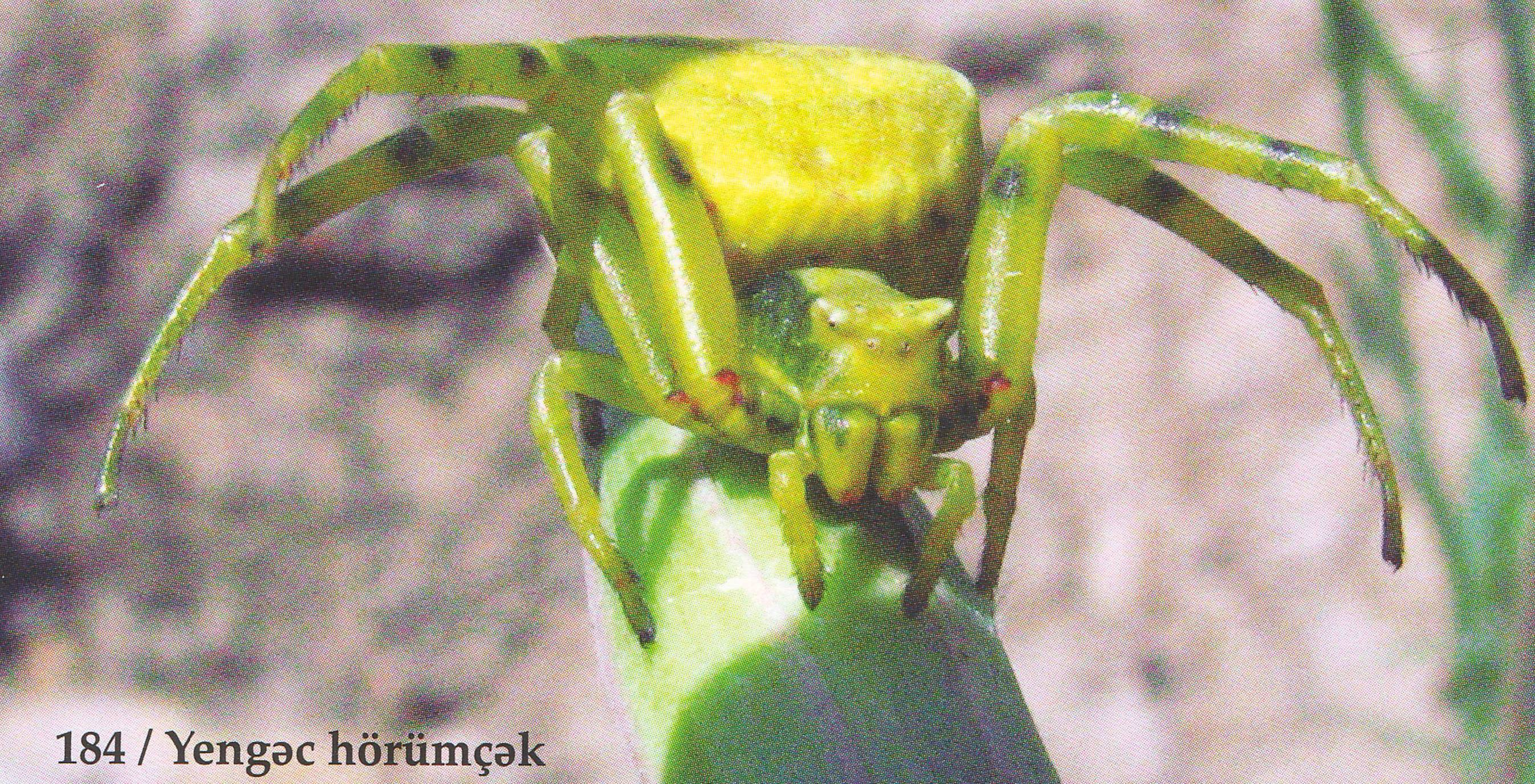
Aranya del tron de Kurdamir

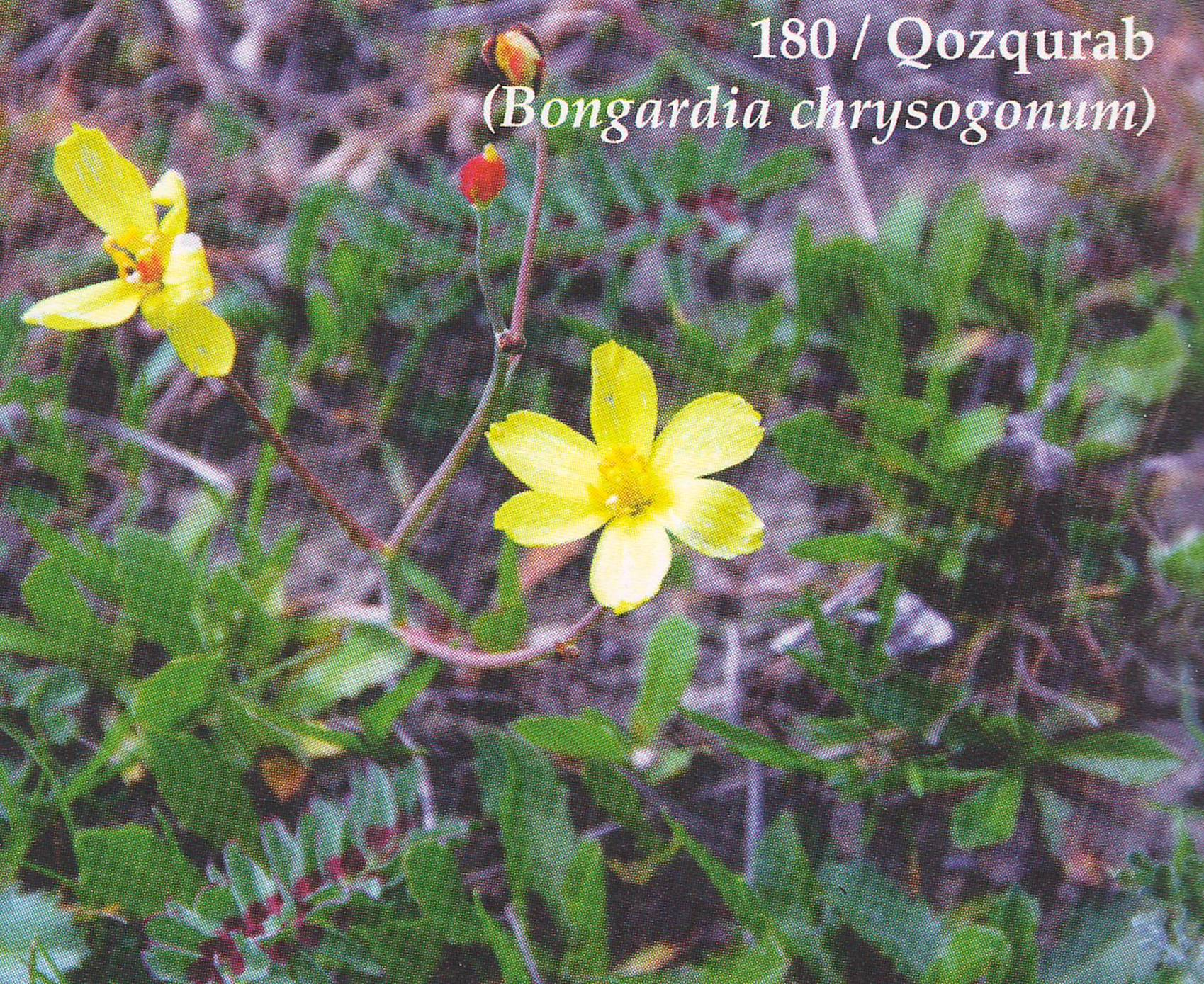
Flors típiques de Kurdamir

El districte de Kurdamir està situat al nord-oest de Bakú, a la plana de Xirvan. Té una superfície total de 1631.5 km², que representa 1,9% del territori total del país i es troba a 200 metres sobre el nivell del mar. Comparteix fronteres amb els districtes d'Ağsu, Göyçay, Ucar, İmişli, Sabirabad, Hacıqabul i Zardab.

### Clima
La major part de la zona predomina el clima subtropical sec i estepari, amb un hivern sec i fred. La temperatura mitjana anual és de 17,18 °C. La precipitació anual és de 250 a 300 mm.

### Geologia
Són freqüents els sediments antropogènics al·luvials, proluvials i parcialment humits.

### Hidrografia
Les fronteres del sud queden vorejades pel riu Kura. Pel districte també flueixen els rius Girdiman i Ağsu. Hi ha la font de Girdimançay, que té el seu origen al vessant sud del mont Babadag (2900 m). El riu Ağsu es forma a partir de grans fonts a una altitud de 2100 m que es formen a la muntanya de Sarıbulaq (2268 m) de la serralada del Gran Caucas.

### Flora i vegetació
Estan presents l'herba de color gris, prats d'aiguamolls i sòls salins. Hi ha boscos de ribera a la riba del riu Kura. En aquests boscos es troben alnus, diferents tipus d'escarabats, àlbers i d'altres tipus de plantes. Entre les espècies que figuren en el Llibre Vermell de l'Azerbaidjan es troba el nelumbo.

### Fauna
La fauna del districte és diversa. Es poden trobar senglars, llops, guineus, xacals, faisans, francolins, ànecs i oques entre d'altres. Entre els rèptils destaquen la tortuga mediterrània, tortuga pantanosa, escurçó llevantí, dolichophis schmidti, agama caucàsica

## Història
Fou fundat el 1930 com a centre de la regió econòmica d'Aran.

## Demografia
D'acord amb l'Informe anual del Comitè d'Estadística de l'Estat, en 2018, la població de la ciutat va registrar 115.600 habitants, la qual cosa representa un augment de 22.200 persones (aproximadament un 23.7%) de 93.400 persones el 2000. De la població total 58.200 són homes i 57.400 són dones. Més del 27.2% de la població (aproximadament 31.500 persones) són joves i adolescents de 14 a 29 anys.
|                      | 2000 | 2001 | 2002 | 2003 | 2004 | 2005 | 2006  | 2007  | 2008  | 2009  | 2010  | 2011  | 2012  | 2013  | 2014  | 2015  | 2016  | 2017  | 2018  |
| -------------------- | ---- | ---- | ---- | ---- | ---- | ---- | ----- | ----- | ----- | ----- | ----- | ----- | ----- | ----- | ----- | ----- | ----- | ----- | ----- |
| Districte d'Kurdamir | 93,4 | 94,4 | 95,4 | 96,7 | 97,8 | 98,9 | 100,1 | 101,2 | 102,3 | 103,6 | 104,6 | 105,7 | 107,5 | 108,8 | 110,1 | 111,6 | 113,1 | 114,4 | 115,6 |
| població urbana      | 17,8 | 17,8 | 17,8 | 17,9 | 20,8 | 20,8 | 20,9  | 20,9  | 20,9  | 21,1  | 21,1  | 21,2  | 21,3  | 21,4  | 21,5  | 21,7  | 22,0  | 22,1  | 22,2  |
| població rural       | 75,6 | 76,6 | 77,6 | 78,8 | 77,0 | 78,1 | 79,2  | 80,3  | 81,4  | 82,5  | 83,5  | 84,5  | 86,2  | 87,4  | 88,6  | 89,9  | 91,1  | 92,3  | 93,4  |

## Economia
El districte està ubicat a la regió econòmica d'Aran. És principalment districte agrícola. Són fonamentals el cultiu de cotó, el cultiu de cereals, la ramaderia, així com la viticultura i la pesca. És important la cria d'aus i del bestiar. Hi ha plantes de vi i d'asfalt, això com una fàbrica de farines.
A Kurdamir hi ha 3 grans empreses estatals i deu grans empreses privades.
Les empreses estatals són:
- Subministrament d'energia regional de Kurdamir: societat de responsabilitat limitada que subministra electricitat a la població. 124 empleats de la xarxa de distribució de Kurdamir tenen feina permanent en aquesta empresa.
- Departament de Gestió de Gas de Kurdamir: proporciona subministrament de gas natural a la població. L'empresa dona feina a 63 persones.
- Administració de Su-Kanal de Kurdamir: implementa les necessitats de l'aigua potable de la població urbana i proporciona serveis de depuració. 37 empleats tenen feina permanent en aquesta empresa.

Les empreses privades són:
- Kurdemir Pambig: societat oberta per accions que es dedica a la producció i transformació de cotó cru.
- Eastern Co LTD: producció i venda de begudes alcohòliques.
- Eastern: societat de responsabilitat limitada que es dedica a la producció i venda de suc de magrana.
- Kristal-Z: societat de responsabilitat limitada que es dedica a la producció i venda de sucs de fruita.
- Qafqaz Lift Zavod: societat de responsabilitat limitada que es dedica a la producció i venda d'ascensors.
- Gelios: societat de responsabilitat limitada que es dedica a la producció de sucs i vins de fruites.

A 360 persones de la regió se'ls va oferir feina permanent en aquestes empreses. Entre ells, la societat de responsabilitat limitada "East Co LTD" va crear noves plantes de vinya i de magrana. La societat de responsabilitat limitada "AVETA" va augmentar la seva capacitat de producció a 500 tones diàries.
El districte és famós per les seves vinyes, de les quals la més popular és la de "Xirvaxahli". El districte de Kurdamir també és famós per les seves tradicions de teixir catifes. "Shilyan" és el tipus de catifes locals més popular al mercat mundial. Aquestes catifes estan teixides en un poble del mateix nom, que no està lluny de Kurdamir.

## Organització territorial
El districte consta de 23 unitats administratives, 1 ciutat, 2 municipis i 61 pobles.

## Transports i comunicacions
Pel districte passen 43 km de la carretera Ağsu-Kurdamir-Bahramtapa, 42 km de la carretera Alat-Gazimammad-Kurdamir-Ievlakh i 44 km del ferrocarril principal de Bakú-Tbilisi.

## Esport i sanitat
El sanatori ULUSU de 140 places funciona des del 1993 al poble de Mollakand. El 1971, una font d'aigua a la temperatura de 91 °C va assolir una profunditat de 3500 m. S'ha trobat que combina la qualitat de les aigües terapèutiques de Truskavets, Kislovodsk i altres zones. El complex esportiu olímpic de Kurdamir, que es va construir el 2008, cobreix 5,5 hectàrees. Hi ha una piscina, 5 cases rurals de 2 plantes, mini-estadi de futbol, pistes de jocs a mà, sala de calderes, subestació del transformador. L'estadi de la ciutat de Kurdamir té 4 hectàrees. A l'estadi es va construir una grada és de 2.000 seients, una tribuna de 2 plantes i una sala de tribunals, vestidors per als atletes i nodes sanitaris.